# Sphaerostigma tortum
Sphaerostigma tortum là một loài thực vật có hoa trong họ Anh thảo chiều. Loài này được (H. Lév.) A. Nelson miêu tả khoa học đầu tiên năm 1905.